# 山口建
山口 建（やまぐち けん）は、日本の医師、医学者（乳癌治療・腫瘍マーカー・癌の社会学）。静岡県立静岡がんセンター総長（初代）・静岡県立静岡がんセンター研究所所長（初代）。
国立がんセンター研究所副所長、宮内庁御用掛などを歴任した。

## 来歴
慶應義塾大学の医学部にて学び、1974年に卒業した。大学卒業後、国立がんセンター（のちの国立がん研究センター）の研究所に勤務する。内分泌部の研究員を経て、治療研究室の室長、内分泌部の部長や細胞増殖因子研究部の部長などを歴任する。1981年 東京大学から医学博士、学位論文は　「The presence of macromolecular vasoactive intestinal polypeptide (VIP) in VIP-producing tumors(Vasoactive Intestinal Polypeptide(VIP)産生腫瘍における大分子VIPの存在について)」。1999年には、国立がんセンター研究所の副所長に就任した。また、同年には宮内庁の御用掛も兼ねることになった。
「富士山麓先端健康産業集積構想」（ファルマバレー構想）を提唱する静岡県知事の石川嘉延に要請され、静岡県立静岡がんセンターの設立構想に携わる。2002年に静岡県立静岡がんセンターが発足すると、その総長に就任した。また、静岡県立静岡がんセンター研究所では、所長を務める。
そのほか、公職として、厚生労働省の地域がん診療拠点病院の在り方に関する検討会やがん診療連携拠点病院の指定に関する検討会にて、それぞれ委員を務めた。また、高松宮妃癌研究基金、日本対がん協会、がん研究振興財団、持田記念医学薬学振興財団などの各団体にて、それぞれ評議員を務めた。

## 業績
専門は医学であり、特に悪性新生物に関する研究に取り組んでいる。乳癌の治療や、腫瘍マーカーの開発、さらには癌の社会学といった領域を手がけている。国立がんセンター研究所に在籍していた際には、肺小細胞癌の腫瘍マーカーであるガストリン放出ペプチド前駆体（ProGRP）の開発に成功した。この業績は高く評価され、2000年2月に高松宮妃癌研究基金から高松宮妃癌研究基金学術賞が授与された。
また、悪性新生物の研究や治療に携わる間に、「治らない患者にどうしたらいいのか」 と自問自答するようになり、1990年代ころから患者そのものの実態に目を向け始めるようになる。そのときの経験から、静岡県立静岡がんセンターに「よろず相談」制度を設け、治療だけでなく患者の仕事や医療費などの相談に乗る仕組みを創設した。その後、静岡県立静岡がんセンターには、電話なども含め年1万2000件以上の相談が寄せられるようになり、その相談は整理分析され同センターの公式ウェブサイトでFAQとして公開されることとなった。困難な悩みでも、話すことで患者の心の整理ができる との信条から、自らも「出張よろず相談」に赴き、患者らの相談を聞く機会を設けている。これらの取り組みは先進的と評価されており、日本対がん協会から朝日がん大賞が授与された。

## 賞歴
- 2000年 - 高松宮妃癌研究基金学術賞。
- 2012年 - 朝日がん大賞。